# مرکز هوایی ملی میدوست
مرکز هوایی ملی میدوست (به انگلیسی: Midwest National Air Center) یک فرودگاه همگانی بهره‌برداری هوایی است که یک باند فرود آسفالت دارد و طول باند آن ۱۶۷۸ متر است. این فرودگاه در کشور ایالات متحده آمریکا قرار دارد و در ارتفاع ۲۳۷ متری از سطح دریا واقع شده‌است.